# Обервиль-бай-Бюрен
Обервиль-бай-Бюрен (нем. Oberwil bei Büren) — коммуна в Швейцарии, в кантоне Берн. 
До 2009 года входила в состав округа Бюрен, с 1 января 2010 года входит в округ Зеланд. Население составляет 782 человека (на 31 декабря 2006 года). Официальный код — 0391.